# I Know the Feeling
"I Know the Feeling" é uma canção do girl group sul-coreano T-ara, de seu oitavo mini-álbum Again. Foi escrita e composta por Baek Hyun Jung e Baek Deok Sang. "I Know The Feeling" foi lançada em 10 de outubro de 2013 como single principal do álbum, ao lado de "Number 9".

## Antecedentes
"I Know The Feeling" foi composta por Baek Hyun Jung e Baek Deok Sang.

## Lançamento
Em 6 de outubro, T-ara decidiu lançar duas faixas-título para as promoções deste mini-álbum. Em vez de apenas "Number Nine", T-ara também escolheu para promover a canção de ritmo médio "I Know the Feeling". "I Know the Feeling" é uma canção triste, com uma melodia viciante e letras sinceras. A canção é um número meio-tempo que maximiza a emoção.
O videoclipe foi lançado juntamente com o álbum, em 10 de outubro de 2013.

## Promoções
T-ara fez seu retorno aos palcos com "I Know The Feeling" no M! Countdown da Mnet, no dia 10 de outubro. Seguiu-se com apresentações em outros programas musicais, incluindo Music Bank da KBS, Show! Music Core da MBC e Inkigayo da SBS.

## Desempenho nas paradas
| Parada                       | Melhor posição |
| ---------------------------- | -------------- |
| Gaon Singles chart           |                |
| Gaon Local Singles chart     |                |
| Gaon Streaming Singles chart |                |
| Gaon Download Singles chart  |                |
| Gaon BGM chart               |                |
| Gaon Mobile Ringtone chart   |                |
| Gaon Karaoke chart           |                |
| Billboard K-Pop Hot 100      |                |

## Créditos
- Boram - vocais, rap
- Qri - vocais
- Soyeon - vocais
- Eunjung - vocais, rap
- Hyomin - vocais, rap
- Jiyeon - vocais
- Baek Hyun Jung - produção, composição, arranjo, música
- Baek Deok Sang - produção, composição, arranjo, música